# Homalophis
Homalophis – rodzaj węży z rodziny Homalopsidae.

## Zasięg występowania
Rodzaj obejmuje gatunki występujące endemicznie na Borneo w południowo-wschodniej Azji (Malezja, Brunei i Indonezja). 

## Systematyka

### Etymologia
Homalophis: gr. ὁμαλος homalos „równy, gładki”; οφις ophis, οφεως opheōs „wąż”.

### Podział systematyczny
Do rodzaju należą następujące gatunki: 
- Homalophis doriae Peters, 1871
- Homalophis gyii (Murphy, Voris & Auliya, 2005)